# Пусть льёт
Let It Come Down (с англ. — «Пусть сойдёт», «Пусть падает») (в издании перевода на русский 2015 года — «Пусть льёт») — второй роман Пола Боулза, впервые опубликованный в 1952 году.

## Сюжет
История молодого американца Нелсона Даера, прибывшего в Международную зону Танжер в надежде начать новую жизнь. Даер устраивается на работу в туристическое агентство, которым управляет приятель семьи Дайеров Джек Уилкокс. Среди новых знакомых Даера появляются самые разные личности, от местных аристократов до жуликов всех мастей, однако каждый из них намерен использовать Даера в своих целях. 

### Название романа
Боулз заимствовал название книги из Макбета III.3, из сцены убийства Банко:
БАНКО. Сегодня ночью будет дождь.
ПЕРВЫЙ УБИЙЦА. Пусть льет, как из ведра.
(Они нападают на Банко.)
англ. 
Banquo: It will be rain to-night.
1st. Murd.: Let it come down.
(They set upon Banquo.)

## Основные персонажи
- Нелсон Дайер
- Джек Уилкокс
- Тами
- маркиза Дейзи де Вальверде
- Хадижа
- Юнис Гуд

## Цитаты
- Потому что жизнь — не движение к чему-то или от чего-то: даже не от прошлого к будущему, не от юности к старости, не от рождения к смерти. Вся жизнь не равняется сумме ее частей. Она не равняется никакой части; суммы не существует. Взрослый человек в жизнь вовлечен не больше новорожденного; его единственное преимущество в том, что ему иногда перепадает осознавать субстанцию этой жизни, и если он не дурак — причин или объяснений искать не станет. Жизни не требуется разъяснение, не требуется оправдание. С какой бы стороны ни осуществлялся подход, результат одинаков: жизнь ради жизни, запредельный факт отдельного живого человека.
- У большинства подлинного желания-то и не было, только зарабатывать деньги, а это, в конце концов, просто привычка.
- Даер по-прежнему не чувствовал в себе сердцевины — он был никто и стоял посреди никакой страны. Все это место было подделкой, залом ожидания между пересадками, переходом от одного способа быть к другому, который в данный момент был ни тем ни другим, никаким способом не был.

## Издания
- 1952, London, John Lehmann, твёрдая обложка (1-е издание)
- 1952, New York, Random House, твёрдая обложка (1-е издание США)
- 1953, US, Signet, мягкая обложка (1-е издание США мягкая обложка)
- 1980, Santa Barbara, California, Black Sparrow Press, мягкая обложка
- 1984, UK, Peter Owen, твёрдая обложка
- 2000, UK, Penguin, мягкая обложка